# Erateina dilectaria
Erateina dilectaria là một loài bướm đêm trong họ Geometridae.